# 田晶
田晶（1981年1月11日—），中国足球运动员，司职中场，曾效力职业球队湖北多人多、武汉光谷以及业余球队武汉宏兴。

## 职业生涯
田晶毕业于足球传统学校武汉市硚口区安徽街小学。职业生涯始于乙级球队湖北多人多俱乐部。1999年冲甲失利后，湖北多人多被武汉红桃K俱乐部整体收购，田晶被召入武汉队一线队名单。
2005年9月中超联赛对阵重庆力帆赛前的训练中，田晶由于参与队友马成、黎梓菲的斗殴事件而被俱乐部处以罚款2000元的处罚。
2008年田晶被武汉俱乐部挂牌，由于无球队问津，田晶选择退役。2009年田晶加盟武汉宏兴开始征战中国足球业余联赛，后出任球队助理教练，并随队在2009年，2010年和2014年三次获得业余联赛全国总冠军。
2016年由于在足协杯主场对阵江苏苏宁的比赛结束后参与殴打对方球员被中国足协处以终身禁止从事与足球有关的活动的处罚。